# 杨伟军 (1962年1月)
杨伟军（1962年1月—），江苏无锡人，汉族，中国共产党党员。中华人民共和国政治人物、第十三届全国人民代表大会甘肃省代表。中国铁路兰州局集团董事长。

## 生平
2018年，杨伟军被选为甘肃省出席第十三届全国人民代表大会代表。